# Gimnastyka na Olimpiadzie Letniej 1906
Gimnastyka na Olimpiadzie Letniej 1906, została rozegrana w dniach 22 – 26 kwietnia na Stadionie Panateńskim. W tabeli medalowej tryumfowali zawodnicy z Francji. W zawodach wzięło udział 104 sportowców z 9 państw.

## Rezultaty
| Konkurencja                            | | | |
| -------------------------------------- | --- | --- | --- |
| Wielobój indywidualnie – 5 konkurencji | Pierre Payssé | Alberto Braglia | Georges Charmoille |
| Wielobój indywidualnie – 6 konkurencji | Pierre Payssé | Alberto Braglia | Georges Charmoille |
| Wspinaczka po linie                    | Jeorjos Aliprandis | Béla Erödy | Konstandinos Kozanidas |
| Zawody drużynowe                       | Norwegia · Carl Albert Andersen · Oskar Bye · Conrad Carlsrud · Harald Eriksen · Oswald Falch · Kristian Fjerdingen · Yngvar Fredriksen · Karl Haagensen · Harald Halvorsen · Petter Hol · Andreas Hagelund · Eugen Ingebretsen · Per Mathias Jespersen · Finn Münster · Frithjof Olsen · Carl Alfred Pedersen · Rasmus Pettersen · Thorleif Petersen · Thorleif Røhn · Johan Stumpf | Dania · Carl Andersen · Halvor Birch · Harald Bukdahl · Kaj Gnudtzmann · Knud Holm · Erik Klem · Harald Klem · Louis Larsen · Jens Lorentzen · Robert Madsen · Carl Manicus-Hansen · Oluf Olsson · Hans Pedersen · Oluf Pedersen · Niels Petersen · Viktor Rasmussen · Marius Skram-Jensen · Marius Thuesen | Włochy · Federico Bertinotti · Ciro Civinini · Raffaello Giannoni · Azeglio Innocenti · Filiberto Innocenti · Manrico Masetti · Vitaliano Masotti · Quintilio Mazzoncini · Spartaco Nerozzi · Manlio Pastorini |

## Tabela medalowa
| Poz. | Państwo  |   |   |   | Łącznie |
| ---- | -------- | - | - | - | ------- |
| 1    | Francja  | 2 | 0 | 2 | 4       |
| 2    | Grecja   | 1 | 0 | 1 | 2       |
| 3    | Norwegia | 1 | 0 | 0 | 1       |
| 4    | Włochy   | 0 | 2 | 1 | 3       |
| 5    | Dania    | 0 | 1 | 0 | 1       |
| 5    | Węgry    | 0 | 1 | 0 | 1       |